# Diecezja łucko-ostrogska (unicka)

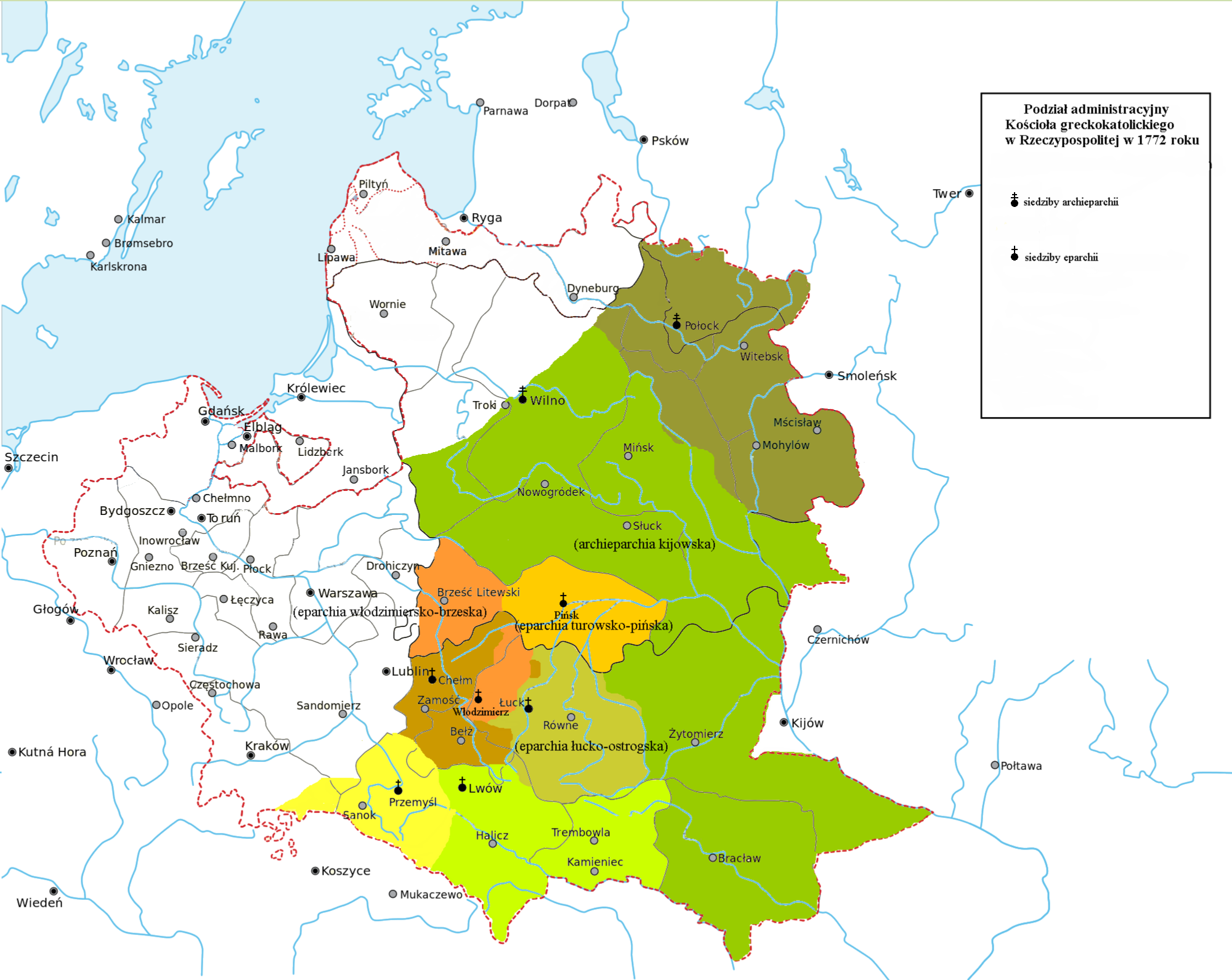
Podział administracyjny Kościoła greckokatolickiego w Polsce w 1772 roku

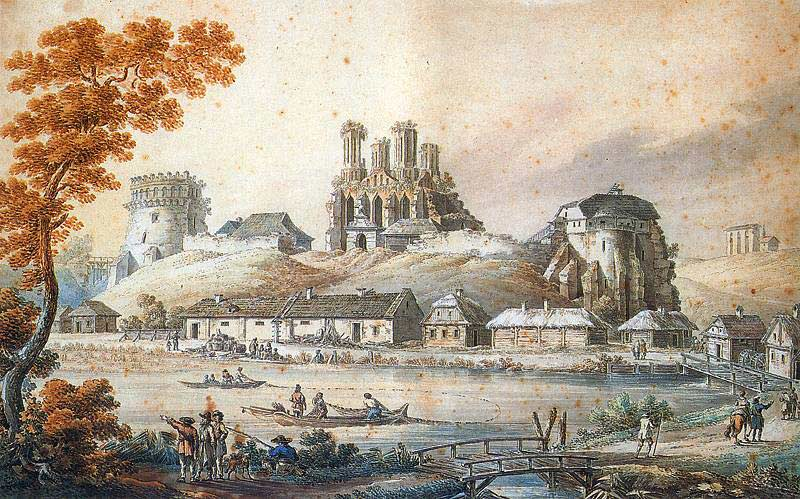
Wzgórze zamkowe w Ostrogu i ruiny cerkwi Objawienia Pańskiego pełniącej przez pewien czas rolę drugiej katedry w eparchii łucko-ostrogskiej – akwarela Zygmunta Vogla z 1794 r.

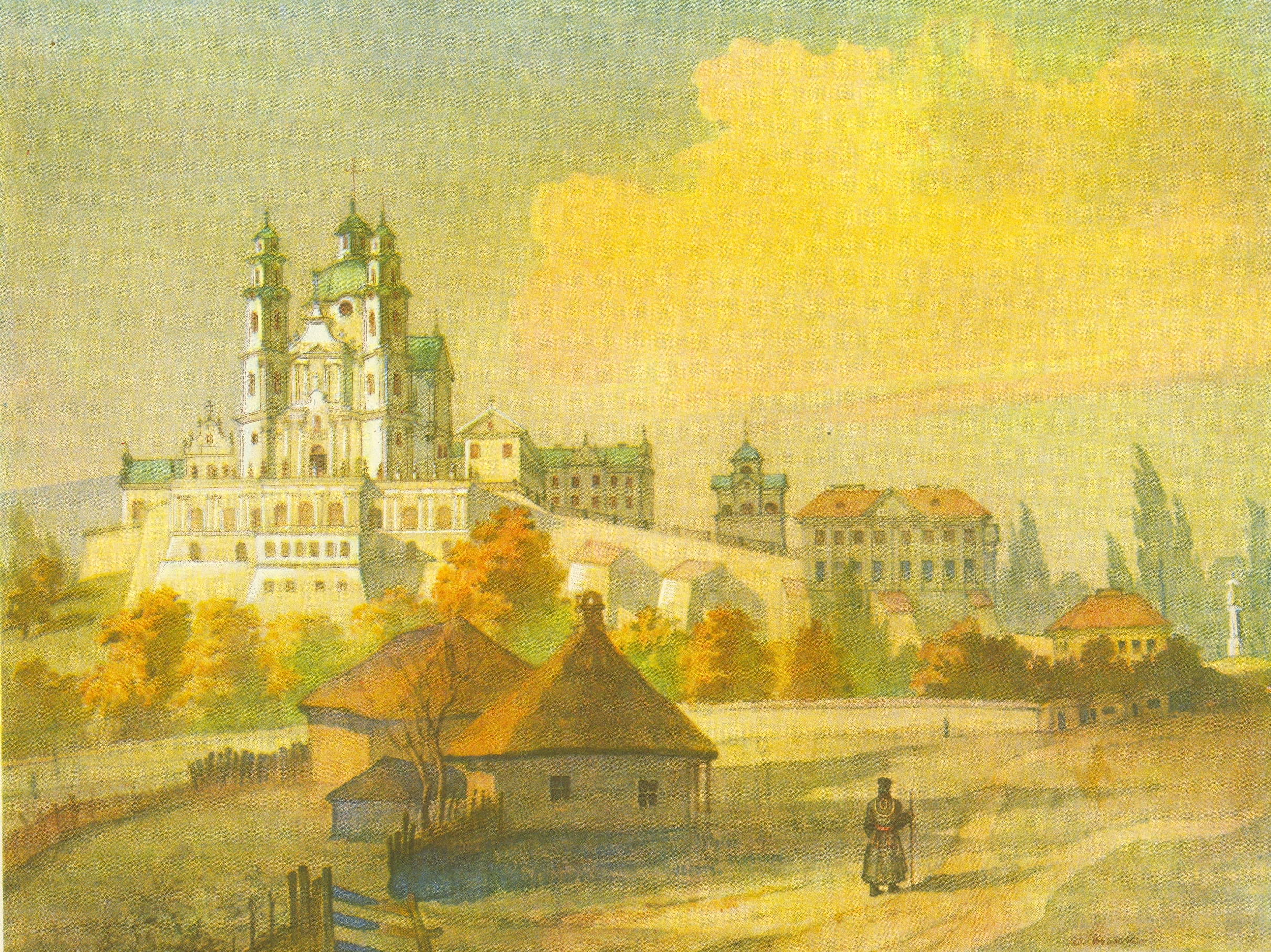
Bazyliański klasztor Zaśnięcia Matki Bożej w Poczajowie, w czasie zaboru rosyjskiego rezydencja unickich biskupów łuckich – obraz Tarasa Szewczenki z 1 poł. XIX w.

Diecezja łucko-ostrogska (łac. Eparchia Luceoriensis et Ostrogiensis Ruthenorum) – eparchia (diecezja) Kościoła unickiego, powstała w 1596 r. w wyniku unii brzeskiej, przestała istnieć w następstwie rozbiorów Rzeczypospolitej; na krótko reaktywowana jako eparchia Kościoła greckounickiego w Imperium Rosyjskim (1798–1828).

## Diecezja łucko-ostrogska w Rzeczypospolitej
Unicka diecezja łucko-ostrogska została ustanowiona 23 grudnia 1596 r. przez papieża Klemensa VIII bullą Magnus Dominus. Jeszcze przed uchwałami synodu brzeskiego, bo 2 maja 1594 r., biskup Cyryl Terlecki ogłosił w Łucku, że przyjmuje unię z Kościołem rzymskim. W rzeczywistości na terenie diecezji rozpoczął się konflikt pomiędzy zwolennikami unii a dyzunitami, w którego efekcie obok katolickich biskupów administrujących diecezją łucko-ostrogską funkcjonowała łucko-ostrogska hierarchia prawosławna, początkowo nielegalna, a w l. 1632-1633 zalegalizowana przez sejm i nowego króla – Władysława IV. Obiektem sporu pomiędzy dwoma odłamami chrześcijaństwa była między innymi katedra w Łucku, przejęta przez unitów. Objęcie rządów nad eparchią łucką po śmierci Jeremiasza Poczapowskiego przez prawosławnego biskupa Aleksandra Atanazego Puzynę oznaczało likwidację diecezji unickiej i reaktywację diecezji prawosławnej.
Przyjęcie unii przez biskupa Dionizego Żabokrzyckiego w 1702 oznaczało z kolei likwidację eparchii prawosławnej. Cyryl Szumlański, nominowany nowym biskupem łuckim i ostrogskim, przeszedł jednak na prawosławie. Nie utrzymał się w diecezji i wyjechał do Kijowa (wówczas pod władzą rosyjską), gdzie w 1715 r. otrzymał urząd biskupa perejasławskiego. Rządy nad diecezją objął unicki biskup Józef Wyhowski. Ostatnim biskupem łucko-ostrogskim przed III rozbiorem i likwidacją eparchii był Michał Mateusz Stadnicki.

## Diecezja łucka w Imperium Rosyjskim
Unicka diecezja łucka została reaktywowana przez cesarza Pawła I ukazem z 28 kwietnia 1797 r. Obok archidiecezji połockiej i reaktywowanej brzeskiej tworzyła ona struktury reorganizowanego przez władze carskie Kościoła greckounickiego. W nowych granicach diecezji znalazła się część włodzimierska dawnej diecezji włodzimiersko-brzeskiej. Terytorium jednostki administracyjnej znajdowało się w obrębie guberni kijowskiej, podolskiej i wołyńskiej. Decyzje te zatwierdził papież Pius VI bullą Maximis undique pressi z 15 listopada 1798 r. Ordynariuszem łucko-ostrogskim został mianowany biskup Stefan Lewiński, który na miejsce rezydencji wybrał bazyliański klasztor Zaśnięcia Matki Bożej w Poczajowie.
Diecezja łucko-ostrogska została zlikwidowana w ramach reorganizacji w Kościele unickim w Rosji 22 kwietnia 1828 r. W miejsce dotychczasowych diecezji utworzono dwie: litewską i białoruską. Struktury Kościoła unickiego na „ziemiach zabranych” zostały zlikwidowane podczas synodu połockiego w 1839 r., kiedy to unickie parafie i klasztory wcielono do Rosyjskiego Kościoła Prawosławnego. Likwidacja Kościoła unickiego na terenie Rosji nie została uznana przez Stolicę Apostolską. Według źródeł watykańskich diecezje łucko-ostrogska i włodzimiersko-brzeska były sufraganiami archidiecezji połockiej rytu grecko-ruskiego.

## Kontynuacje i nawiązania
Próbę odrodzenia diecezji podjął w 1914 r. greckokatolicki metropolita halicko-lwowski Andrzej Szeptycki, tajnie wyświęcając Josyfa Bociana na biskupa łuckiego, a Dmytra Jaremkę na biskupa ostrogskiego. Obaj nominowani zostali jednak jako zakładnicy wywiezieni w głąb Rosji.
W okresie międzywojennym, w trakcie próby odbudowy obrządku unickiego na Wołyniu, papież Pius XI mianował Mikołaja Czarneckiego biskupem tytularnym Lebedus oraz wizytatorem apostolskim na Wołyniu, Polesiu i Podlasiu dla wiernych obrządku bizantyjsko-słowiańskiego (1931), jednak ostatecznie wołyńskie parafie neounickie podlegały rzymskokatolickiej diecezji łuckiej.
Tytuł biskupa łuckiego otrzymał także biskup pomocniczy lwowski Wasyl Wełyczkowski, potajemnie wyświęcony w 1963 r. przez metropolitę Josyfa Slipyja.
Łuckie biskupstwo tytularne obrządku greckokatolickiego istniało w l. 1921-1973.
Do tradycji unickiej diecezji łucko-ostrogskiej nawiązuje obecnie egzarchat arcybiskupi w Łucku Kościoła katolickiego obrządku bizantyjsko-ukraińskiego utworzony 15 stycznia 2008 r.